# Nieuw-Apostolische kerk (Eindhoven)
De Nieuw-Apostolische kerk is een kerkgebouw dat zich bevindt aan de Willem de Rijkelaan 1 in de buurt Engelsbergen die deel uitmaakt van het Eindhovense stadsdeel Strijp.
Het betreft een bescheiden tienzijdig bakstenen gebouwtje in modernistische stijl, ontworpen door het architectenbureau Hupkes en Van Asperen en gebouwd in 1958. Het geheel wordt bekroond door een centraal torentje van metaal, waarboven zich een metalen plastiek bevindt dat een kruis en een stralende zon voorstelt, wat het symbool is van het Nieuw-Apostolische kerkgenootschap.
De Nieuw-Apostolische gemeente ontstond in Eindhoven in de jaren 20 van de twintigste eeuw. In 1946 splitste een groep zich af die zich later Het Apostolisch Genootschap zou noemen. Later scheidde zich hiervan nog de Gemeente van Apostolische Christenen af.
De Nieuw Apostolische Kerk Eindhoven is met ruim 300 doopleden onderdeel van de internationale Nieuw Apostolische Kerk met wereldwijd ruim 10 miljoen leden.

## Externe links

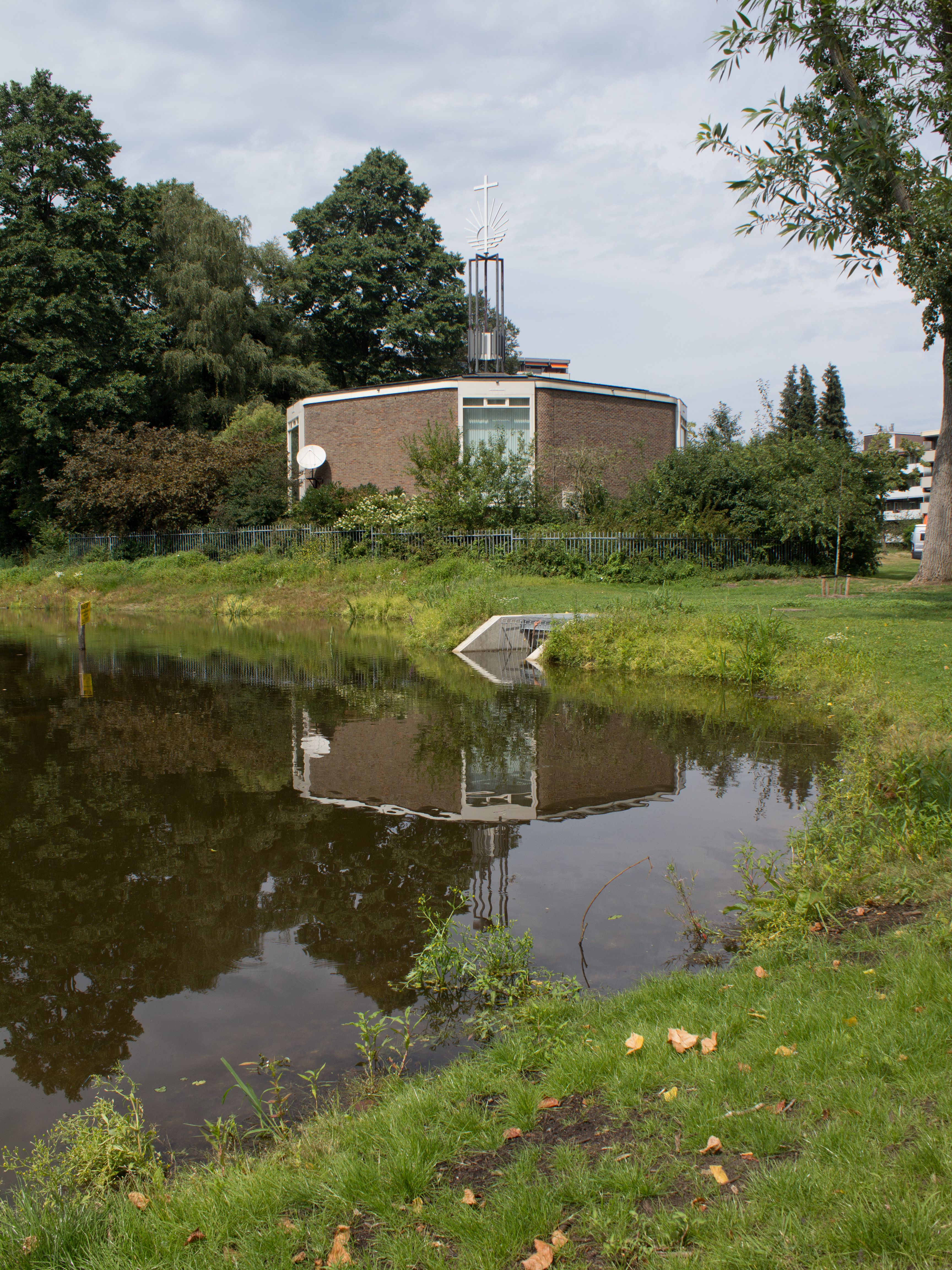
Het kerkgebouw gezien vanuit het Genderpark